# Vojtěch Šafařík
Vojtěch Šafařík (26. říjen 1829 Novi Sad – 2. červenec 1902 Praha) byl český chemik a astronom, podílel se na zkoumání pravosti Rukopisů. Byl synem Pavla Josefa Šafaříka.

## Život
Studoval chemii v Praze, Berlíně a v Göttingenu, kde spolupracoval na přípravě diethylmagnesia, první organické sloučeniny hořčíku. V letech 1851-1856 učil na První české reálce v Praze.
V roce 1860 vydal první českou vysokoškolskou učebnici Základové chemie čili lučby a podílel se na vytvoření českého chemického názvosloví. Poopravil tak do té doby používané názvosloví Jana Svatopluka Presla a Josefa Jungmanna.
Zavedl koncovky pojmenování oxidů podle valence příslušného prvku, které byly téměř po 50 letech v roce 1914 pozměněny do podoby, která se dosud používá (-ný, -natý, -itý, -ičitý, -ičný (-ečný), -ový, -istý, -ičelý).
V roce 1869 se stal profesorem chemie na české polytechnice, po rozdělení Karlo-Ferdinandovy univerzity se stal v roce 1882 prvním profesorem chemie její české části. Ke konci života se věnoval výhradně astronomii. Ve své vile na Vinohradech v Koperníkově ulici čp. 422 (vila již neexistuje), postavené roku 1887 nad Gröbovkou, měl zařízenou soukromou hvězdárnu s kopulí a dalekohledem.  V tomto domě také podrobně uvedl do 3 knih pod názvem „Diarum astronomicum“,  kresby Měsíce a planet. Zde bydlel až do své smrti.
Jeho první manželkou byla Naděžda Vladimírovna, rozená Trofimová, která zemřela roku 1878. Roku 1880 se oženil s překladatelkou Paulinou, rozenou Královou, ve které vzbudil zájem o astronomii.
Zemřel roku 1902 v Praze a byl pohřben na Olšanských hřbitovech, naproti hrobce svého otce a příbuzných.
Na jeho památku byla pojmenována planetka (8336) Šafařík a kráter Šafařík na odvrácené straně Měsíce.

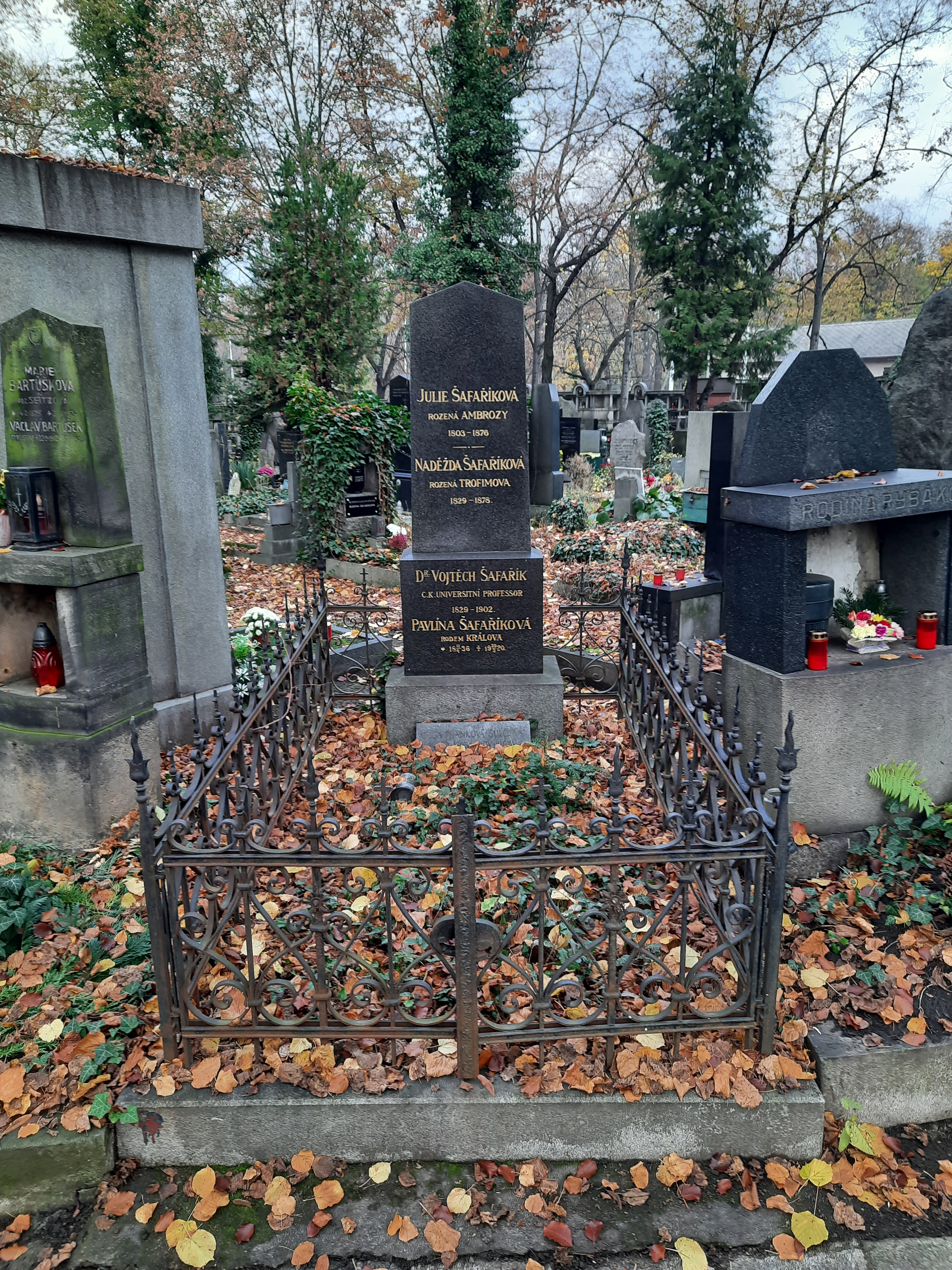
Hrobka rodiny Vojtěcha Šafaříka na Olšanských hřbitovech